# 性派對
性派對又叫性爱趴、淫趴（英文：Sex Party），多指交換伴侶或群交等有關性行為的聯歡會。
性派對作為一種私密的社交活動，在某些情境下可能帶來一些正面影響。對於參與者而言，性派對可以在一個安全、共識的環境中，提供探索個人性偏好與慾望的機會，促進性開放與自我接納。參與者通常需遵循明確的規則與界限，這有助於建立信任與尊重，增進人際間的溝通能力。此外，對於某些伴侶或群體，性派對可能有助於打破性禁忌，增強親密關係的連結，或在安全的框架下滿足好奇心。然而，這些好處的前提是所有參與者均為自願、知情且在安全的環境中進行，並遵守相關法律與道德規範。

## 性派對的種類

### 交換伴侶派对
一个交換伴侶派对是指聚集一对对具有夫妻或情侶關係的男女一起参与性愛行动，他们将此视为一个娱乐或者社交活动来参加的。

### 交換鑰匙派對
交換鑰匙派對是交換伴侶派对的一种形式，在这个派对上，男性刚到的时候就会将他们的车、房钥匙放在一个普通的碗里或袋子里。在接近宴会尾声的时候，女性们会随机从碗里拿一串钥匙，并且和钥匙主人一起离开。交換鑰匙派對是出现在20世纪70年代的一种现象。

#### 相關影視作品
部份影視作品中就有加入或提及交換派對的情節，例如以下這些：
电影：
- 「冰風暴」（1997年）

连续剧：
- 「迴轉幹探」中的第二季第四集
- 「The Venture Bros」中推动成人游泳的那一集“Dr. Quinn， Medicine Woman”
- 「點到即止」里的“Robbing Hood”
- 「70年代秀」里的“he Good Son”、"500 keys"
- 「辛普森一家」里的冷案件的“关键”一集
- 「辦公室 (美國電視劇)」里的「尼亚加拉」（Niagara）[1]

### 淫宴

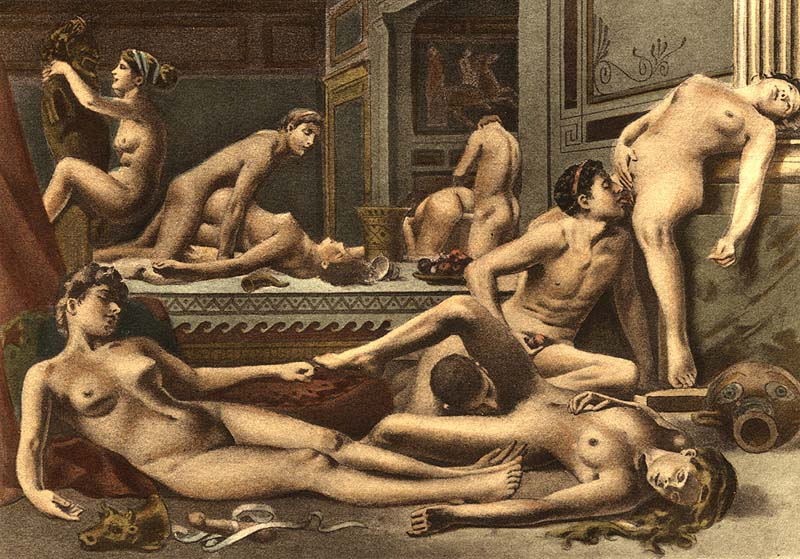
法國人保羅·阿夫里爾 (Édouard-Henri Avril所画的淫宴群交图。

淫宴（orgy）指的是一群人在狂饮和狂吃后聚在一起群交。
很多艺术作品中都表现过这个场面，包括电影《罗马帝国艳情史》、《香水》和《大开眼戒》。在电影《十诫》中也有个场面表现以色列人在获得金牛犊后举行淫宴，这个场景拍摄的比较含蓄，只包括饮酒作乐和一些色情的动作。

### 家居性派对
一些性派對以家居派對的形式舉辦，通常由主辦人邀請親近的朋友或特定群體到家中參與。這些派對可能在輕鬆的環境中進行，例如客厅或私人空間，參與者可能會從事社交、娛樂或其他親密互動。活動的形式與規模因主辦人的意願與參與者的共識而異，且通常強調安全、尊重與知情同意。